# Germain de Besançon
Pour les articles homonymes, voir Saint-Germain et Germain.
Germain de Besançon fut un évêque de Besançon du IIIe siècle ou IVe siècle, martyrisé en 259 ou en 372. Il est reconnu saint par l'Église catholique.

## Biographie
La date de son épiscopat fait débat, il aurait vécu soit au IIIe siècle ou alors au IVe siècle. Il fut martyrisé à Grandfontaine soit en 259, durant la persécution de l’empereur Valérien, ou alors en 372. Il a été canonisé, il est fêté le 11 octobre.

Les reliques du saint furent conservées en l'Abbaye Sainte-Odile de Baume-les-Dames, puis furent déposées à la Révolution dans l'église paroissiale de la ville.

## sources
- [PDF] Saint Germain : évêque de Besançon, martyre de Grandfontaine (vers 259)
- REY (Maurice), sous dir., Les diocèses de Besançon et de Saint-Claude, Éditions Beauchesne, collection Histoire des diocèses de France, no 6, Paris, 1977, p. 293-295.